# Carnavals de Québec
Les Carnavals de Québec étaient une équipe de la Ligue Eastern de baseball, sise dans la ville de Québec, Canada, et ayant existé de 1971 à 1977. 
La franchise a porté le nom de « Carnavals » au cours de ses 5 premières saisons, avant d'être rebaptisée Métros de Québec pour ses 2 dernières campagnes. Durant toute son existence, l'équipe fut affiliée aux Expos de Montréal des Ligues majeures de baseball, dont elle fut le club-école au niveau AA.

## Histoire
Le 15 décembre 1970, le club de baseball de Québec est nommé Carnavals de Québec. En sa qualité de club-école des Expos, la ville de Québec a vu évoluer avec ses Carnavals/Métros plusieurs joueurs qui se distinguèrent dans les Ligues majeures : Gary Carter et Andre Dawson (tous deux sont aujourd'hui membres du Temple de la renommée du baseball), Steve Rogers, Larry Parrish, Warren Cromartie, Ellis Valentine, Pepe Mangual, Coco Laboy, Joe Kerrigan, Dan Schatzeder, Tony Bernazard…
Le club connut quatre gérants : Gus Niarhos (1971), Karl Kuehl (1972-1973), Lance Nichols (1974-1976) et Doc Edwards (1977). Du lot, Kuehl dirigea brièvement les Expos en 1976.
Le club de baseball de Québec disputait ses rencontres locales au Stade Municipal de Québec. Sa première partie eut lieu le 26 avril 1971 contre les Philies de Reading, une défaite de 3 à 1. Il attire 99 688 spectateurs à sa saison inaugurale, et plus de 148 000 à sa deuxième saison. Cependant, les assistances déclinent au cours des années subséquentes et cette situation, combinée à un temps souvent peu clément pour le baseball, amena l'organisation des Expos à relocaliser son club-école après 1977, et celui-ci pris le chemin des États-Unis.

### Saison par saison
| Saison | Vic.-Déf. | Rang | Séries éliminatoires                 |
| ------ | --------- | ---- | ------------------------------------ |
| 1971   | 64-75     | 6e   |                                      |
| 1972   | 75-64     | 4e   |                                      |
| 1973   | 65-72     | 6e   |                                      |
| 1974   | 76-64     | 2e   | Défaite au premier tour éliminatoire |
| 1975   | 63-73     | 5e   |                                      |
| 1976   | 78-59     | 3e   |                                      |
| 1977   | 65-70     | 7e   |                                      |